# Mohamed Douik
Mohamed Douik (Casablanca, 26 juni 1998) is een Marokkaanse voetballer die bij voorkeur als verdediger speelt. Hij stroomde in de zomer van 2017 door vanuit de jeugdopleiding van Raja Casablanca.

## Clubcarrière
Per seizoen 2017/18 zit Douik bij de A-selectie van Raja. Op 12 december 2017 maakte hij hier zijn officiële debuut. In de thuiswedstrijd tegen Difaa El Jadida viel hij in de 85e minuut, bij een 3-2 stand in voor Mouhcine Iajour. Raja Casablanca won deze wedstrijd uiteindelijk ook met 3-2.

## Erelijst
Raja Casablanca
- Coupe du Trône:1

Winnaar: 2017
- CAF Confederation Cup: 1

Winnaar: 2018
- CAF Super Cup: 1

Winnaar: 2019

## Clubstatistieken
| Seizoen     | Club            | Competitie  | Competitie | Competitie | Beker | Beker | Internationaal | Internationaal | Totaal | Totaal |
| Seizoen     | Club            | Competitie  | Wed.       | Dlp.       | Wed.  | Dlp.  | Wed.           | Dlp.           | Wed.   | Dlp.   |
| ----------- | --------------- | ----------- | ---------- | ---------- | ----- | ----- | -------------- | -------------- | ------ | ------ |
| 2017/18     | Raja Casablanca | Botola Pro  | 8          | 0          | 0     | 0     | 5              | 0              | 13     | 0      |
| 2018/19     | Raja Casablanca | Botola Pro  | 20         | 0          | 0     | 0     | 7              | 0              | 27     | 0      |
| 2019/20     | Raja Casablanca | Botola Pro  | 6          | 0          | 0     | 0     | 5              | 0              | 11'    | 0      |
| Club totaal | Club totaal     | Club totaal | 34         | 0          | 0     | 0     | 17             | 0              | 51     | 0      |

Bijgewerkt op 19 februari 2020.
1 Zniti  ·
2 Douik ·
4 Gael Ngah ·
5 Moutouali ·
6 Ngoma ·
7 Islah ·
8 Al-Warfali ·
10 Benhalib ·
11 Jabroun ·
12 El Haddaoui ·
13 Benoun ·
15 Haddad ·
17 Ahadad ·
18 Hafidi ·
19 Malango ·
20 Jbira ·
21 Rahimi ·
22 Bouamira ·
25 Boutayeb ·
30 Nanah ·
55 Achchakir ·
96 Arjoune ·
98 El Wardi ·
Coach: vacant
· Assistent-coach: Safri